# KHB 600ステーション
『KHB 600ステーション』（ケイエイチビー ろくまるステーション）は、1990年4月2日から1992年10月2日まで2年半、東日本放送が平日夕方6時台に生放送されていたローカルワイドニュース番組である（テレビ朝日発『600ステーション』→『ステーションEYE』の宮城県ローカルパート）。週末版は、1990年10月6日から1993年3月28日まで『KHB 530ステーション』（ケイエイチビー ごうさんまるステーション）というタイトルで放送されていた。

## 概要
- 長年に渡り終了された『夕刊ですKHB』の後番組としてスタートした。

- 18:30まではテレビ朝日発の全国ニュースを放送し（1991年3月29日までは『ANN 600ステーション』を、同年4月1日からは『ステーションEYE』を放送）、その後は宮城県内のニュースと天気予報を伝えていた。

- 開始当初は平日のみの放送だったが、『ANN 530ステーション』の放送開始によって土曜日と日曜日のニュースにも対応するようになった。

- 番組は1992年秋の改編を機に終了し、『KHBエリアリポート』へとリニューアルした。『KHB 530ステーション』はその後も半年間放送され続け、1993年春の改編で『KHBステーションEYE』へとリニューアルした。

## 放送時間
| 期間       | 期間      | 放送時間（JST）       | 放送時間（JST）       | 放送時間（JST）       | 放送時間（JST）       |
| 期間       | 期間      | KHB 600ステーション   | KHB 600ステーション   | KHB 530ステーション   | KHB 530ステーション   |
| 期間       | 期間      | 月曜日 - 木曜日       | 金曜日                | 土曜日                | 日曜日                |
| ---------- | --------- | --------------------- | --------------------- | --------------------- | --------------------- |
| 1990.4.2   | 1990.9.28 | 18:00 - 18:50（50分） | 18:00 - 18:45（45分） | （放送無し）          | （放送無し）          |
| 1990.10.1  | 1991.3.31 | 18:00 - 18:50（50分） | 18:00 - 18:45（45分） | 17:30 - 18:00（30分） | 17:30 - 18:00（30分） |
| 1991.4.1   | 1992.10.4 | 18:00 - 18:50（50分） | 18:00 - 18:45（45分） | 17:30 - 18:00（30分） | 17:30 - 18:00（30分） |
| 1992.10.10 | 1993.3.28 | （放送終了）          | （放送終了）          | 17:30 - 18:00（30分） | 17:30 - 18:00（30分） |

## メインキャスター

### KHB 530ステーション
- シフト勤務